# 涼風 (漫画)
『涼風』（すずか）は、瀬尾公治による日本の漫画作品。『週刊少年マガジン』にて、2004年12号から2007年42号まで連載された。

## 概要
瀬尾公治にとって2作目の『週刊少年マガジン』連載作品であり、同作者のルーツ。累計発行部数は約500万部。
タイトルの『涼風』はヒロインの名前に由来する。2003年51号に読み切りとして掲載後、2004年12号より本格的に連載開始。
レディースマンションに暮らす主人公とヒロインが陸上競技を通じ、恋仲となっていく様子を描いた恋愛漫画。陸上競技における専門知識はほとんど掘り下げておらず、初心者にも分かる程度にとどまっている。
原作では、涼風が留学から帰国した121話から第2部となり、2007年42号で連載を終了した。その後、2008年1号において、マガジンドラゴンの宣伝を兼ねた特別編を3ページ、2012年15号において、番外編「帰郷」が掲載された。テレビアニメ化されたほか、携帯電話向けの恋愛シミュレーションゲームの配信やノベライズの発売も行われた。
原作、アニメともにサブタイトルは全て漢字2文字の言葉で統一されており、物語は東武鉄道東上本線の成増駅周辺が舞台になっている。
『週刊少年マガジン』2014年11号から2018年18号まで続編にあたる『風夏』を連載。本作の登場人物は『君のいる町』『風夏』『ヒットマン』にも登場している。

## あらすじ
広島県に住む少年・秋月大和は、中学卒業を機に目的もなく東京の高校への進学を決めて単身上京。叔母の営む銭湯付きの女性専用マンションの一室に住みはじめる。入学直前の学校を訪れた大和がそこで出会ったのは、高跳びをする綺麗な女の子だった。

## 登場人物
作者の趣味・趣向により、登場人物の名前は広島東洋カープの歴代選手、艦隊名、戦国武将が由来となっている。

### 主要人物
秋月 大和（あきつき やまと）
声 - 中村太亮
本作の主人公。広島県庄原市出身。1988年7月30日生まれ。身長176cm・体重60kg。血液型はO型。口癖は「わけわかんねー」。
青羽高校へ入学するため、広島から上京してきた少年。前向きで活発な性格だが、幼稚でいい加減な言動が目立つ。勉強が大の苦手。
下宿先である「ハイツ旭湯」へ向かう道中、高跳びの練習をしていた涼風に一目惚れをする。入学当初の体力測定では大した成績を残せなかったが、50m短距離走で思いがけず好タイムを叩き出し、後に涼風を追っかける形で陸上部へ入部する。
先述の通り子供っぽい面が目立つものの、異性に対しては優しく気が利くため、結構モテる。だが、萌果との切ない破局をはじめ、涼風との度重なるすれ違いを通じ、だんだんと恋愛事に対して消極的になっていく（事実、結衣からの告白も断わり、バイトまで辞めている）。
第1部の序盤、紆余曲折の末に告白するが、結局フラれてしまう。その後間もなく萌果と一時交際するが、わずか1ヶ月足らずで破局してしまう。それから一波乱を経て涼風とついに交際するが、彼女のアメリカ留学を期にすれ違いが生じ、渡米前に破局。
それから第2部までの1年間、陸上部の部長となってインターハイに出場し、3位に入賞するまで成長を遂げる。その後は陸上部を引退し、陸上部の名門・西常大学の難関セレクションを見事合格。だがその直後、安信から「童貞を卒業しろ」という助言を真に受け、ついに涼風と初体験に結んでしまう。
数ヶ月後、涼風の妊娠が判明（先述の「初体験」が原因）し、大学への推薦入学を断念する。そして、最終話で涼風とできちゃった結婚の末、一児の父となった。
名前の由来は旧日本海軍秋月型駆逐艦の一番艦秋月と大和型戦艦の一番艦・大和。
作者の次回作『君のいる町』の劇中、顔は出ないもののちょこちょこと登場している。
2005年に『週刊少年マガジン』で開催されたキャラクター人気投票では3位を獲得した（344票）。
『風夏』では番外編に登場し、世界陸上で銀メダルを取っていた事が明らかになる。さらに次回作の『ヒットマン』52話では、スポーツコメンテーター職に就いている。
朝比奈 涼風（あさひな すずか） / 秋月 涼風（あきつき すずか）
声 - 三橋加奈子
本作のヒロイン。神奈川県横浜市出身。1988年6月1日生まれ。身長164cm・スリーサイズはB80/W58/H83。血液型はB型。
走高跳のスポーツ推薦で入学してきた陸上少女。非常にヒステリックで気が強く、いい加減なことを毛嫌いする完璧主義者。一方、怖がりでプレッシャーに弱いなど精神面は脆い。
スポーツ万能な反面、料理が大の苦手。実際、作中ではゆで卵を電子レンジで作ってしまったこともある。しかし、第2部からは料理本を見ながら作るようになったため、多少は上達した。その他、学業についても「あまりできる方ではない」とのこと。
入学当初、大和に対して終始冷たい態度を取っていた。後に「2年前に死んだ想い人・津田和輝に似ており、大和を好きになってしまうことで、また同じ気持ちを味わいたくなかったから」と判明する。だが、一途な大和の気持ちを徐々に受け入れていき、やがて交際関係に発展するが、一時破局してしまう。
俗に言うツンデレキャラだが、大和と付き合いだしてからは徐々に軟化していく。
高跳びの技術を習得する目的でアメリカへ留学するが、留学を決意したのは「大和に『（朝比奈は）高跳びしてる時はカッコイイ』と誉められたから」と、帰国後大和に明かしている。第2部で帰国し、再び大和の隣の部屋で暮らす。また、大和との関係も修復した。
西常大からの推薦が内定していたが、大和に肉体関係を許したことで妊娠し、断念を余儀なくされるとともに彼とできちゃった結婚をする。最終回で産んだ子どもは女の子で、風夏（ふうか）と命名した。また、『風夏』の番外編にて大和がオリンピックで銀メダルを取った日に次女が生まれていることが明らかになっている。
名前の由来は朝比奈順子と涼風真世。
2005年に『週刊少年マガジン』で開催されたキャラクター人気投票では2位以下に大差をつけて第1位を獲得した（1351票）。

### 親族

#### 秋月家
秋月 初子（あきつき はつこ）
大和の祖母。
秋月 良夫（あきつき よしお）
大和の父で、綾乃の義兄。自営業者。
秋月 琴乃（あきつき ことの）
大和の母で、綾乃の実姉。パート主婦。
秋月 理恵（あきつき りえ）
声 - 林愛
大和の妹。
秋月 平和（あきつき ひらかず）
大和の弟（末子）。
秋月 風夏（あきつき ふうか）
大和と涼風の娘。最終話で登場。
次回作の『君のいる町』では、母と共にワンシーンのみ登場。続編にあたる『風夏』では、高校生となってヒロインを務める。

#### 朝比奈家
涼風の父（仮称）
本名不明。白髪で眼鏡をかけた壮年男性。
朝比奈 涼恵
涼風の母。
朝比奈 涼音（あさひな すずね）
声 - 冨永みーな
涼風の姉。泣きボクロが特徴。実家で猛犬ムクを飼っている。
2005年に『週刊少年マガジン』で開催されたキャラクター人気投票での順位は24位（1票）。

### 青葉高校

#### 友人
桜井 萌果（さくらい ほのか）
声 - 細野佑美子
東京都出身。1988年9月16日生まれ。身長155cm・スリーサイズはB81/W59/H84。血液型はA型。
大和の最初の恋人であり、ファーストキスの相手。ハイツ旭湯の近所にある神社の娘。物語開始の5年前に出会って以降、大和のことを想い続けていた。
心優しい献身的な性格。家庭的だが大の運動音痴など、涼風とは正反対の人物として描かれている。大和を追いかける形で陸上部のマネージャーを務め、成り行きで彼と一時交際することになったが、間もなく破局。その後は陸上部を辞め、奈々に誘われてファッションモデル活動を始める。第2部では別に付き合っている人がいる。
次回作の『君のいる町』ではテレビ出演し、『風夏』では番外編で女優として活動していることが明らかになっている。
2005年に『週刊少年マガジン』で開催されたキャラクター人気投票では2位を獲得した（738票）。
服部 安信（はっとり やすのぶ）
声 - 大山鎬則
東京都出身。1988年12月16日生まれ。身長175cm・体重62kg。血液型はO型。
小学生時代、大和が出会った腐れ縁の悪友。軽薄そうな見た目の割に文武両道。大和のアドバイザー的存在であり、彼の恋愛事情に精通している。大のスケベで女好き。付き合った女性は数知れずであり、将来の目標は「一夫多妻」。
モデルは作者の古くから付き合いのある友人。
2005年に『週刊少年マガジン』で開催されたキャラクター人気投票での順位は5位（117票）。
『風夏』では2014年10月現在本編には登場していないものの、番外編には登場し、美紀と結婚する事が明らかになる。
また、「風夏」アニメ9話でセリフはないものの、美紀・結衣と共にゲスト出演していた。

#### 陸上部
羽柴 美紀（はしば みき）
声 - 細川聖可
神奈川県出身。1988年12月31日生まれ。身長167cm・スリーサイズはB88/W58/H85。血液型はO型。
大和と涼風の橋渡し役。面倒見が良く、困った友達は放っておけない姉御肌的。明るく豪快な性格。大和が気になりだしたが、大和が涼風のことが好きだということを知ってからは友達関係に留まっている。序盤は安信と仲が悪かったものの、現在は良き悪友として共に大和を応援する。
陸上部なのに長髪な理由は「尊敬する選手が長髪だから伸ばしている」とのこと。
苗字の由来は戦国武将羽柴秀吉。
2005年に『週刊少年マガジン』で開催されたキャラクター人気投票での順位は4位（285票）。
『風夏』では2014年現在本編には登場していないものの、番外編に登場し、服部と結婚する事が明らかになる。
「風夏」アニメ9話で服部・結衣とゲスト出演していた。
衣笠 鉄人（きぬがさ てつひと）
声 - 川原慶久
神奈川県出身。1986年5月10日生まれ。身長187cm・体重97kg。血液型はB型。
陸上部部長。砲丸投の選手。引退後は西常大に進学し、OBとして後輩を指導したり、やる気のない大和に時々鉄拳を食らわしたりする。第2部では西常大学の陸上部に所属。
2005年に『週刊少年マガジン』で開催されたキャラクター人気投票での順位は20位（7票）。
宮本 総一（みやもと そういち）
声 - 前田剛
神奈川県出身。1988年3月9日生まれ。身長178cm・体重65kg。血液型はA型。
涼風の中学時代からの先輩であり、和輝の元親友。大和を陸上部に勧誘する。衣笠の引退後、陸上部の部長に就任する。卒業後は東都大の陸上部に所属。本人曰く「根性トレーニングはやらない」。
「風夏」で東都大の陸上コーチを務め那智を指導していた。
2005年に『週刊少年マガジン』で開催されたキャラクター人気投票での順位は13位（32票）。
小早川 健二（こばやかわ けんじ）
声 - 内藤玲
短距離の特待生。体力測定で大和に破れ、影の薄い存在になる。
萌果には早いうちから思いを寄せていたが、結局全く相手にされることもなく玉砕。最終回では200mの日本代表に選ばれる。
2005年に『週刊少年マガジン』で開催されたキャラクター人気投票での順位は12位（43票）。
佐々木 一行（ささき かずゆき）
短距離選手。支部予選では有馬、大和に次ぐ3位の記録を持つ。
陸上に対して真剣な気持ちで臨んでいるため、不真面目な人間に冷たい。加えて、非常に気難しい性格でもあり、衣笠からも苦手意識を持たれている。
2005年に『週刊少年マガジン』で開催されたキャラクター人気投票での順位は22位（3票）。
日下部 剛（くさかべ つよし）
美穂の同級生。大和に似て明るく活発な性格。
以前より美穂に惚れているが、まるで相手にされない。第2部では青葉高校に進学し、陸上部に入部する。
2005年に『週刊少年マガジン』で開催されたキャラクター人気投票での順位は18位（10票）。

### ハイツ旭湯

#### 藤川家
藤川 美穂（ふじかわ みほ）
声 - 明坂聡美
東京都出身。1991年3月21日生まれ。身長148cm。血液型はB型。
綾乃の娘で、大和の従妹。幼少期の頃から大和を「お兄ちゃん」と慕っており、好意まで抱いているが、彼からは妹としか思われていない。
第2部では大和と同じ高校に進学し、陸上部のマネージャーになる。部活動中は大和のことを「秋月先輩」もしくは「先輩」と呼んでいる。
『風夏』ではハイツ旭湯の大家を継いでいる。学校を休んだ風夏を見舞いに来た優と出会っており、少し大人びた様子がうかがえた。風夏からは「美穂ちゃん」と呼ばれている。なお、アニメにも登場した。
『ヒットマン』でも第102話でゲスト出演している。
2005年に『週刊少年マガジン』で開催されたキャラクター人気投票での順位は6位（83票）。
藤川 綾乃（ふじかわ あやの）
声 - 甲斐田ゆき
広島県出身。1972年2月11日生まれ。身長161cm・体重49kg。スリーサイズはB88/W58/H90。血液型はO型。
大和の叔母（母方の妹）で、美穂の母。ハイツ旭湯の管理人。夫を早く亡くした未亡人。19歳の若さで産んだ娘の美穂と二人暮らし。美穂は勿論、涼風や大和も実の子のように大切にしている。
2005年に『週刊少年マガジン』で開催されたキャラクター人気投票での順位は11位（49票）。
ゴロちゃん
声 - 石橋美佳
藤川親子が飼っている猫。マンションの住人の下着を集めて隠す癖がある。そのため、一時はマンションの住民から、大和が下着泥棒と誤解されてしまったほど。
2005年に『週刊少年マガジン』で開催されたキャラクター人気投票での順位は7位（70票）。
『風夏』でも登場しているが、『涼風』の頃からのゴロちゃんであればかなりの高齢であることが推測されている。

#### 住居人
早乙女 優花（さおとめ ゆうか）
声 - 鈴木真仁
秋田県出身。1984年11月10日生まれ。身長158cm・体重44kg。スリーサイズはB80/W57/H84。血液型はB型。
401号室に住む女子大生。大の酒好きで、常に飲んだくれている。大和を「遊び道具」として弄んでいるが、涼風との関係に悩んでいる際は時折アドバイスを送っている。しかしながら、大和の部屋に勝手に上がり込む、萌果が作った夕食を勝手に食べ尽くすなど、意地の悪い行動も見られる。
実は高校時代の先輩である佐々岡に今でも憧れる（通算15回振られている）という、乙女らしい一面もある。登場時は色黒で金髪だったが、大晦日以降は実家が厳しいという理由で髪を黒く染め、肌の色も戻し、更に眼鏡を掛けていた。しかし佐々岡にはっきりと振られ、元の姿に戻る。
2005年に『週刊少年マガジン』で開催されたキャラクター人気投票での順位は10位（50票）。
「君のいる町」で姿は登場しないものの本編に出ており、葵の部屋を大和の部屋と間違えている。
「ヒットマン」第105話で恵美と共にゲスト出演している。
松本 恵美（まつもと めぐみ）
声 - 三浦初美
熊本県出身。1984年5月14日生まれ。身長162cm・体重47kg。スリーサイズはB91/W59/H87。血液型はAB型。
402号室に住む女子大生。いつも優花と行動を共にしており、彼女にしばしば振り回されている。普段は真面目で大人しい性格だが、酒癖が非常に悪い。91センチもある豊満な胸をコンプレックスに感じている。
名前の由来は松本高明もしくは、松本奉文（現有史）。
2005年に『週刊少年マガジン』で開催されたキャラクター人気投票での順位は9位（59票）。
「ヒットマン」第105話で優花と共にゲスト出演している。

### 陸上関係者
津田 和輝（つだ かずき）
声 - 宮野真守
神奈川県出身。1987年9月29日生まれ。身長175cm・体重64kg。血液型はB型。
涼風の中学時代の先輩。どことなく大和に似た不真面目な性格だったが、実力的には宮本より上だった。当初は涼風と喧嘩ばかりしていたが、陸上を通して涼風との距離が徐々に縮まってきた矢先、不運な交通事故でこの世を去る。
名前の由来は津田恒美。
2005年に『週刊少年マガジン』で開催されたキャラクター人気投票での順位は日下部と同票18位。
エメルソン・有馬（エメルソン ありま）
声 - 平野貴裕
神奈川県出身。1988年7月7日生まれ。身長180cm・体重72kg。血液型はA型。
東都大附属の陸上選手。中学時代は和輝に次いで2番手だったが、和輝の死後トップに立った。そのことを自慢し、未だに「和輝の方が上」と主張する涼風と衝突する。かなりの高飛車だが、大和に対して「全盛期の和輝より上」という評価を下し、以降ライバル視している。第2部では東都大の陸上部に所属。
『風夏』では、世界陸上で銅メダルを取っていたことが明らかになる。
2005年に『週刊少年マガジン』で開催したキャラクター人気投票での順位は17位（11票）。
佐々岡 浩志（ささおか ひろし）
スポーツ用品メーカー「アディレックス」の営業社員。高校時代はラグビー部に所属。
優花の憧れの人だが、彼女のことを妹としか見ていない上、別に婚約者がいた。後に涼風のスポンサーとなり、終盤では大和の就職の斡旋も行った。
名前の由来は佐々岡真司。

### その他
白川 奈々（しらかわ なな）
声 - 北浦実千枝
東京都出身。1988年9月1日生まれ。身長164cm。スリーサイズはB83/W58/H87。血液型はAB型。
テレビや雑誌で活躍しているアイドル歌手。萌果とは中学以来の親友。大和は彼女のファン。
2005年に『週刊少年マガジン』が開催したキャラクター人気投票での順位は16位（12票）。
天見 結衣（あまみ ゆい）
東京都出身。1988年10月24日生まれ。身長162cm。スリーサイズはB86/W59/H88。血液型AB型。
安信主催の合コンに参加していた少女（大和曰く「涼風に似ている」）。母親を早くに亡くし、年老いた父親とカフェレストラン「天見」を経営する。どんな料理にでも必ず昆布を入れる癖があり、彼女の店でアルバイトした大和は悲惨な目に遭う。
大和の存在が気になるが、涼風の存在があるので複雑な心境に陥っている。涼風の渡米後、告白するがフラれてしまう。
「君のいる町」でも台詞こそ無いが度々登場しており、「風夏」アニメ9話で服部、美紀とゲスト出演。『ヒットマン』では娘がいることが発覚している。
浅井 咲希（あさい さき）
広島県出身。1989年3月12日生まれ。身長156cm・体重45kg。スリーサイズはB81/W56/H84。血液型はA型。
大和の幼馴染であり、初恋の相手。明朗快活な性格で、広島弁を話す。東都大学デザイン学科志望でオープンキャンパスで上京した際、旭湯に泊まっていた。大和に東都大から推薦が来ていることを知り、一緒に東都大学へ進学することを約束した。多少大和のことが気になっている様子。
名前の由来は浅井樹。
江崎 倫子（えざき りんこ）
東京都中央区月島出身。小説版オリジナルキャラクターであり、大和たちの教育実習生。

## 書誌情報
- 瀬尾公治 『涼風』 講談社〈講談社コミックス〉、全18巻
  1. 2004年5月17日第1刷発行（5月15日発売[5]）、ISBN 4-06-363376-4
  2. 2004年7月15日第1刷発行（7月14日発売[6]）、ISBN 4-06-363408-6
  3. 2004年9月17日第1刷発行（9月16日発売[7]）、ISBN 4-06-363429-9
  4. 2004年11月17日第1刷発行（11月16日発売[8]）、ISBN 4-06-363456-6
  5. 2005年2月17日第1刷発行（2月16日発売[9]）、ISBN 4-06-363489-2
  6. 2005年5月17日第1刷発行（5月15日発売[10]）、ISBN 4-06-363532-5
  7. 2005年7月15日第1刷発行（7月14日発売[11]）、ISBN 4-06-363556-2
  8. 2005年9月16日第1刷発行（9月15日発売[12]）、ISBN 4-06-363575-9
  9. 2005年11月17日第1刷発行（11月16日発売[13]）、ISBN 4-06-363597-X
  10. 2006年1月17日第1刷発行（1月15日発売[14]）、ISBN 4-06-363623-2
  11. 2006年4月17日第1刷発行（同日発売[15]）、ISBN 4-06-363657-7
    - 「限定版」2006年4月17日発売[16]、ISBN 4-06-362054-9

  12. 2006年7月14日第1刷発行（同日発売[17]）、ISBN 4-06-363694-1
  13. 2006年9月15日第1刷発行（同日発売[18]）、ISBN 4-06-363719-0
  14. 2006年12月15日第1刷発行（同日発売[19]）、ISBN 4-06-363760-3
  15. 2007年3月16日第1刷発行（同日発売[20]）、ISBN 978-4-06-363805-9
  16. 2007年5月17日第1刷発行（同日発売[21]）、ISBN 978-4-06-363830-1
  17. 2007年8月17日第1刷発行（同日発売[22]）、ISBN 978-4-06-363867-7
  18. 2007年10月17日第1刷発行（同日発売[23]）、ISBN 978-4-06-363899-8

### 関連書籍
- 『公式ガイドブック 湯けむり恋愛白書』2005年9月16日第1刷発行（同日発売[24]）、ISBN 4-06-372073-X
- 『公式ガイドブック 湯けむり恋愛白書 〜卒業編〜』2007年10月17日第1刷発行（同日発売[25]）、ISBN 978-4-06-372368-7
- 藤咲あゆな（著）『小説涼風 スタートラインを越えて』2007年5月17日第1刷発行、ISBN 978-4-06-373302-0

## ゲーム
ケータイ向け配信
- 涼風　 (恋愛アドベンチャーゲーム、配信：講談社、リリース：ナツメ)
- 涼風　ドキドキ温泉旅行 (恋愛アドベンチャーゲーム、配信：講談社、リリース：ナツメ)

## テレビアニメ
2005年7月6日から12月28日までテレビ東京他系列6局、同年8月から広島ホームテレビ、2006年9月からAT-Xで放送された。全26話。
基本的なストーリー展開は原作に準じているが、以下の点が修正・編集されている。
- 大和と涼風の部屋を繋ぐ穴が存在しない。
- パンチラ、乳首の露出シーンがすべてカット。
- 服部安信の下ネタが緩和されている。
- サントラ集に収録された応援歌「それ行けカープ」が3番で終わっている（4番に酒のフレーズがあるため）。

### スタッフ
- 監督 - 福冨博
- シリーズ構成 - ときたひろこ
- キャラクターデザイン - 志田ただし
- 美術監督 - 河合泰利
- 色彩設計 - 大槻ひろ子
- 撮影監督 - 青木孝司
- 編集 - 村井秀明、三宅圭貴
- アフレコ演出 - 三ツ矢雄二
- 音響演出 - ハマノカズゾウ
- 音楽 - 宅見将典
- プロデューサー - 丸山創、宿利剛、吉田実、上田和成
- アニメーションプロデューサー - 別府幸司
- アニメーション制作 - スタジオコメット
- 製作 - マーベラスエンターテイメント

### 主題歌
オープニングテーマ「スタートライン」
作詞 - TOMBOW / 作曲・編曲 - 宅見将典 / 歌 - COACH☆
エンディングテーマ
「青いフィールド」（第1 - 14話）
作詞 - TAPIKO / 作曲 - POM / 編曲 - can/goo&時乗浩一郎 / 歌 - COACH☆
「君のこと」（第15 - 26話）
作詞 - TOMBOW / 作曲・編曲 - 宅見将典 / 歌 - COACH☆
※ COACH☆は、明坂聡美（藤川美穂役）、細野佑美子（桜井萌果役）、三浦初美（松本恵美役）、北浦実千枝（白川奈々役）、mana（秋月理恵役）の5人で構成された声優ユニットである。

### 各話リスト
| 話数   | サブタイトル       | 脚本         | 絵コンテ     | 演出           | 作画監督          |
| ------ | ------------------ | ------------ | ------------ | -------------- | ----------------- |
| 第1話  | 期待               | ときたひろこ | 福冨博       | 福冨博         | 石田啓一          |
| 第2話  | 笑顔               | ときたひろこ | きみやしげる | きみやしげる   | 内原茂            |
| 第3話  | 見舞               | 山田由香     | 福島一三     | いしはらあゆみ | 小山知洋          |
| 第4話  | 春嵐               | 伊藤美智子   | 福冨博       | 石踊宏         | 平川亜喜雄        |
| 第5話  | 恋患               | ときたひろこ | 羽原久美子   | 加藤顕         | 柳瀬雄之          |
| 第6話  | 告白               | 山田由香     | 又野弘道     | 又野弘道       | 山崎展義          |
| 第7話  | 決意               | 伊藤美智子   | 石踊宏       | 三宅雄一郎     | 石田啓一          |
| 第8話  | 距離               | ときたひろこ | 福島一三     | 山岡実         | 山口光紀          |
| 第9話  | 写真               | 山田由香     | きみやしげる | きみやしげる   | 内原茂            |
| 第10話 | 恋敵               | 伊藤美智子   | 福島一三     | いしはらあゆみ | 小山知洋          |
| 第11話 | 勝負               | 山田由香     | 石踊宏       | 石踊宏         | 平川亜喜雄        |
| 第12話 | 誤解               | ときたひろこ | 羽原久美子   | 加藤顕         | 柳瀬雄之          |
| 第13話 | 口唇               | 山田由香     | 又野弘道     | 又野弘道       | 山崎展義          |
| 第14話 | 祝福               | 伊藤美智子   | 三宅雄一郎   | 井草かほる     | 石田啓一          |
| 第15話 | 蛍袋               | ときたひろこ | 福冨博       | 山岡実         | 山口光紀          |
| 第16話 | 衝動               | 山田由香     | きみやしげる | きみやしげる   | 内原茂            |
| 第17話 | 彼氏               | ときたひろこ | 石踊宏       | いしはらあゆみ | 小山知洋          |
| 第18話 | 贈物               | 伊藤美智子   | 石踊宏       | 石踊宏         | 平川亜喜雄        |
| 第19話 | 別離（わかれ）     | ときたひろこ | 福島一三     | 加藤顕         | 柳瀬雄之          |
| 第20話 | 応援               | ときたひろこ | 又野弘道     | 又野弘道       | 山崎展義          |
| 第21話 | 後悔               | 山田由香     | 石踊宏       | 井草かほる     | 石田啓一 森前和也 |
| 第22話 | 覚悟               | 伊藤美智子   | 福冨博       | 山岡実         | アベ正己 一居一平 |
| 第23話 | 激励               | 伊藤美智子   | きみやしげる | きみやしげる   | 小林一三          |
| 第24話 | 失踪               | 山田由香     | 福島一三     | いしはらあゆみ | 小山知洋          |
| 第25話 | 喪失               | ときたひろこ | 石踊宏       | 石踊宏         | 平川亜喜雄        |
| 最終話 | 涼風（りょうふう） | ときたひろこ | 福冨博       | 又野弘道       | 山崎展義          |

### 放送局
| 放送地域       | 放送局           | 放送期間                     | 放送日時           | 備考                                 |
| -------------- | ---------------- | ---------------------------- | ------------------ | ------------------------------------ |
| 関東広域圏     | テレビ東京       | 2005年7月6日 - 12月28日      | 水曜 25:00 - 25:30 | 製作局 12月28日は27:07 - 27:37に放送 |
| 愛知県         | テレビ愛知       | 2005年7月6日 - 12月28日      | 水曜 25:28 - 25:58 | 12月28日は25:35 - 26:05に放送        |
| 大阪府         | テレビ大阪       | 2005年7月6日 - 12月28日      | 水曜 25:30 - 26:00 |                                      |
| 福岡県         | TVQ九州放送      | 2005年7月10日 - 2006年1月4日 | 日曜 26:45 - 27:15 |                                      |
| 北海道         | テレビ北海道     | 2005年7月11日 - 2006年1月2日 | 月曜 25:30 - 26:00 | 1月2日は27:07 - 27:37に放送          |
| 岡山県・香川県 | テレビせとうち   | 2005年7月13日 - 12月28日     | 水曜 25:58 - 26:28 | 12月28日は2話連続放送                |
| 広島県         | 広島ホームテレビ | 2005年8月2日 -               | 火曜 26:16 - 26:46 |                                      |

### DVD
- 発売元:マーベラスエンターテイメント 販売元:東映、東映ビデオ（東映、東映ビデオは、レンタル版のみ販売を担当）